# Lucidascocarpa pulchella
Lucidascocarpa pulchella är en svampart som beskrevs av A. Ferrer, Raja & Shearer 2008. Lucidascocarpa pulchella ingår i släktet Lucidascocarpa och familjen Dothideaceae.   Inga underarter finns listade i Catalogue of Life.